# Dallas Open 2024
Dallas Open 2024 byl tenisový turnaj na mužském profesionálním okruhu ATP Tour, hraný v Tenisovém komplexu Styslinger/Altec ležícím v areálu Jižanské metodistické univerzity. Třetí ročník Dallas Open probíhal mezi 5. a 11. únorem 2024 v texaském Dallasu na halovém tvrdém povrchu Laykold.
Turnaj dotovaný 841 590 dolary patřil do kategorie ATP Tour 250. Nejvýše nasazeným singlistou se stal čtrnáctý tenista světa Frances Tiafoe ze Spojených států, kterého ve čtvrtfinále vyřadil Giron. Posledním přímým účastníkem ve dvouhře se stal americký 141. hráč žebříčku Zachary Svajda. V důsledku invaze Ruska na Ukrajinu na konci února 2022 řídící organizace tenisu ATP, WTA a ITF s grandslamy rozhodly, že ruští a běloruští tenisté mohli dále na okruzích startovat, ale do odvolání nikoli pod vlajkami Ruska a Běloruska.
Druhý singlový titul na okruhu ATP Tour vybojoval 26letý Američan Tommy Paul, který se posunem na 14. místo před Tiafoea stal americkou dvojkou. Australští vítězové čtyřhry, Max Purcell s Jordanem Thompsonem, si odvezli druhou společnou trofej.

## Rozdělení bodů a finančních odměn

### Rozdělení bodů
| Soutěž  | Soutěž      | vítězové | finalisté | semifinalisté | čtvrtfinalisté | 16 v kole | 32 v kole | Q  | Q2 | Q1 |
| ------- | ----------- | -------- | --------- | ------------- | -------------- | --------- | --------- | -- | -- | -- |
| dvouhra | [ 1 ] [ 6 ] | 250      | 165       | 100           | 50             | 25        | 0         | 13 | 7  | 0  |
| čtyřhra | [ 7 ]       | 250      | 150       | 90            | 45             | 0         | —         | —  | —  | —  |

### Finanční odměny
| Soutěž                                | Soutěž      | vítězové  | finalisté | semifinalisté | čtvrtfinalisté | 16 v kole | 32 v kole | Q2      | Q1      |
| ------------------------------------- | ----------- | --------- | --------- | ------------- | -------------- | --------- | --------- | ------- | ------- |
| dvouhra                               | [ 1 ] [ 6 ] | 114 970 $ | 67 070 $  | 39 435 $      | 22 850 $       | 13 270 $  | 8 110 $   | 4 055 $ | 2 210 $ |
| čtyřhra                               | [ 7 ]       | 39 950 $  | 21 380 $  | 12 530 $      | 7 000 $        | 4 130 $   | —         | —       | —       |
| částka ve čtyřhrách je uvedena na pár |             |           |           |               |                |           |           |         |         |

## Mužská dvouhra

### Nasazení
| Stát                          | Hráč                | ATP | Nasazení |
| ----------------------------- | ------------------- | --- | -------- |
| USA                           | Frances Tiafoe      | 14. | 1.       |
| USA                           | Tommy Paul          | 15. | 2.       |
| USA                           | Ben Shelton         | 16. | 3.       |
| Francie                       | Adrian Mannarino    | 17. | 4.       |
| USA                           | Christopher Eubanks | 32. | 5.       |
| Austrálie                     | Max Purcell         | 43. | 6.       |
| Austrálie                     | Jordan Thompson     | 44. | 7.       |
| Německo                       | Dominik Koepfer     | 60. | 8.       |
| Žebříček ATP k 29. lednu 2024 |                     |     |          |

### Jiné formy účasti
Následující hráči obdrželi divokou kartu do hlavní soutěže:
- Mitchell Krueger
- Adam Neff
- Ethan Quinn

Následující hráči postoupili z kvalifikace:
- Steve Johnson
- Nicolas Moreno de Alboran
- Emilio Nava
- Tennys Sandgren

Následující hráči postoupili z kvalifikace jako šťastní poražení:
- Térence Atmane
- Denis Kudla

### Odhlášení
před zahájením turnaj
- Miomir Kecmanović → nahradil jej  Térence Atmane
- Mackenzie McDonald → nahradil jej  Aleksandar Kovacevic
- Aleksandar Vukic → nahradil jej  Denis Kudla
- J. J. Wolf → nahradil jej  James Duckworth

## Mužská čtyřhra

### Nasazení
| Stát                          | Hráč              | Stát               | Hráč            | ATP  | Nasazení |
| ----------------------------- | ----------------- | ------------------ | --------------- | ---- | -------- |
| Mexiko                        | Santiago González | Spojené království | Neal Skupski    | 17.  | 1.       |
| USA                           | Nathaniel Lammons | USA                | Jackson Withrow | 43.  | 2.       |
| Spojené království            | Julian Cash       | USA                | Robert Galloway | 3.   | 99.      |
| Austrálie                     | Max Purcell       | Austrálie          | Jordan Thompson | 119. | 4.       |
| Žebříček ATP k 29. lednu 2024 |                   |                    |                 |      |          |

### Jiné formy účasti
Následující páry obdržely divokou kartu do hlavní soutěže:
- Huntley Allen /  Julian Noah Steinhausen
- Emilio Nava /  Ben Shelton

### Odhlášení
před zahájením turnaje
- Gonzalo Escobar /  Oleksandr Nedověsov → nahradili je  Gonzalo Escobar /  Skander Mansouri

## Přehled finále

### Mužská dvouhra
- Tommy Paul vs.  Marcos Giron, 7–6(7–3), 5–7, 6–3

### Mužská čtyřhra
- Max Purcell /  Jordan Thompson vs.  William Blumberg /  Rinky Hijikata, 6–4, 2–6, [10–8]